# Can Pau (Torroella de Fluvià)
Can Pau és una casa de Torroella de Fluvià (Alt Empordà) inclosa a l'Inventari del Patrimoni Arquitectònic de Catalunya.

## Descripció
Edifici situat a la plaça del poble, situat en cantonada i del que podem veure tres façanes. És un edifici que ha estat rehabilitat recentment i al qual se li ha afegit un pis a la planta superior. L'edifici actual té vessant a dues aigües, i una porta d'accés rectangular amb una gran llinda d'època moderna. L'element més destacat d'aquesta casa, és sens dubte, la finestra del primer pis. Aquesta finestra carreuada té una llinda amb una inscripció i una forma geomètrica inscrita. També podem veure la data 1385. De la resta de la construcció podem destacar algunes de les finestres que també són carreuades, tot i que algunes d'aquestes han estat rehabilitades, o són de nova construcció.